# 宇通ZK6128HG
宇通ZK6128HG（YUTONG ZK6128HG）是中國大陸車商宇通客車所生產的一款低底盤公車。中華民國自2009年起引進使用，2017年12月起因應經濟部法規變更，臺灣地區代理商台灣宇通車業不再代理進組件進口車，2019年度開始由弘鉅汽車製造代理與生產。

## 簡介
在臺灣是原由國際山霖汽車、裕隆集團及中國的宇通集團三方合作，後來因為國際山霖汽車倒閉，變為台灣宇通車業負責組裝、雲從龍實業負責銷售服務。本車是宇通客車與MAN集團合作所生產的型號，其造型仿造MAN Lion's City的造型，不過隨著宇通客車與MAN集團取消合作關係，此仿造車型也將漸漸消失。截至2015年，ZK6128HG系仅ZK6128HN2型仍然在产。2019年後改由臺北首都集團旗下的弘鉅汽車製造接手，使用ZK6128的型號

## 臺灣規格
- 引擎：
  - Cummins ISBe4+250B（2009年～2012年－歐盟四期引擎）
  - Cummins ISB6.7E5285B（2012年至2017年12月、2019年度－歐盟五期引擎）
- 馬力：
  - 250hp（2009年～2012年）
  - 285hp（2012年至2017年12月、2019年）
- 車長：11,990mm
- 排氣量：6692c.c.
- 變速箱：
  - ZF Ecomat4 6HP504C六速自排（2009年～2012年上半年）
  - ZF 6S1350BO六速手排（2013年～2015年、2017年，東南客運、金牌客運、全航客運、彰化客運版本）
  - ZF 6AS1010BO六速自手排（2012年～2014年）
  - EATON五速按鈕式自手排（2013年，金門縣市區公車版本）
  - ZF EcoLife 6AP1200B六速自排（2012年下半年、2015年至2017年12月、2019年）

- 輪軸型式：
  - 前軸：ZF RL85A
  - 後軸：ZF AV132

## 銷售

### 臺灣

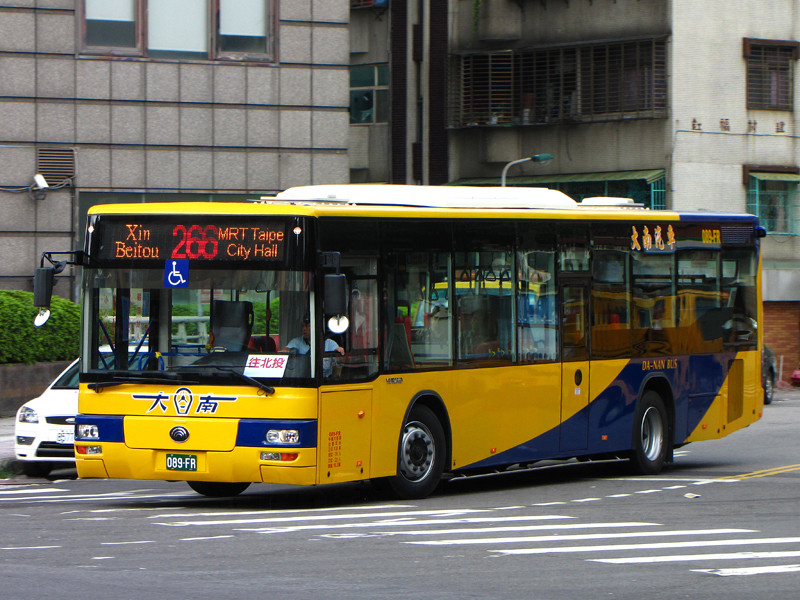
大南汽車版本

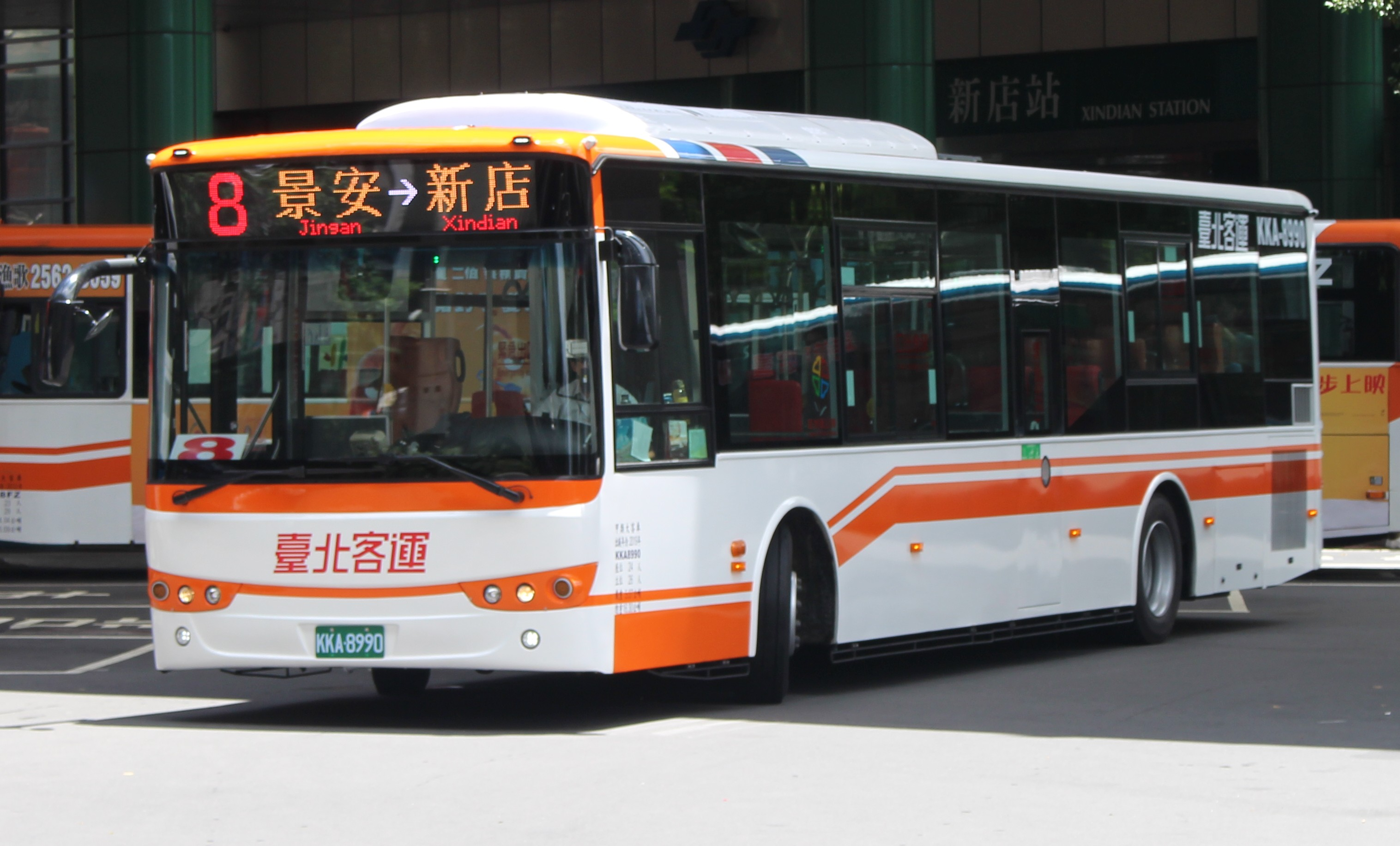
2019改由弘鉅YUTONG ZK6128接手後臺北客運之版本

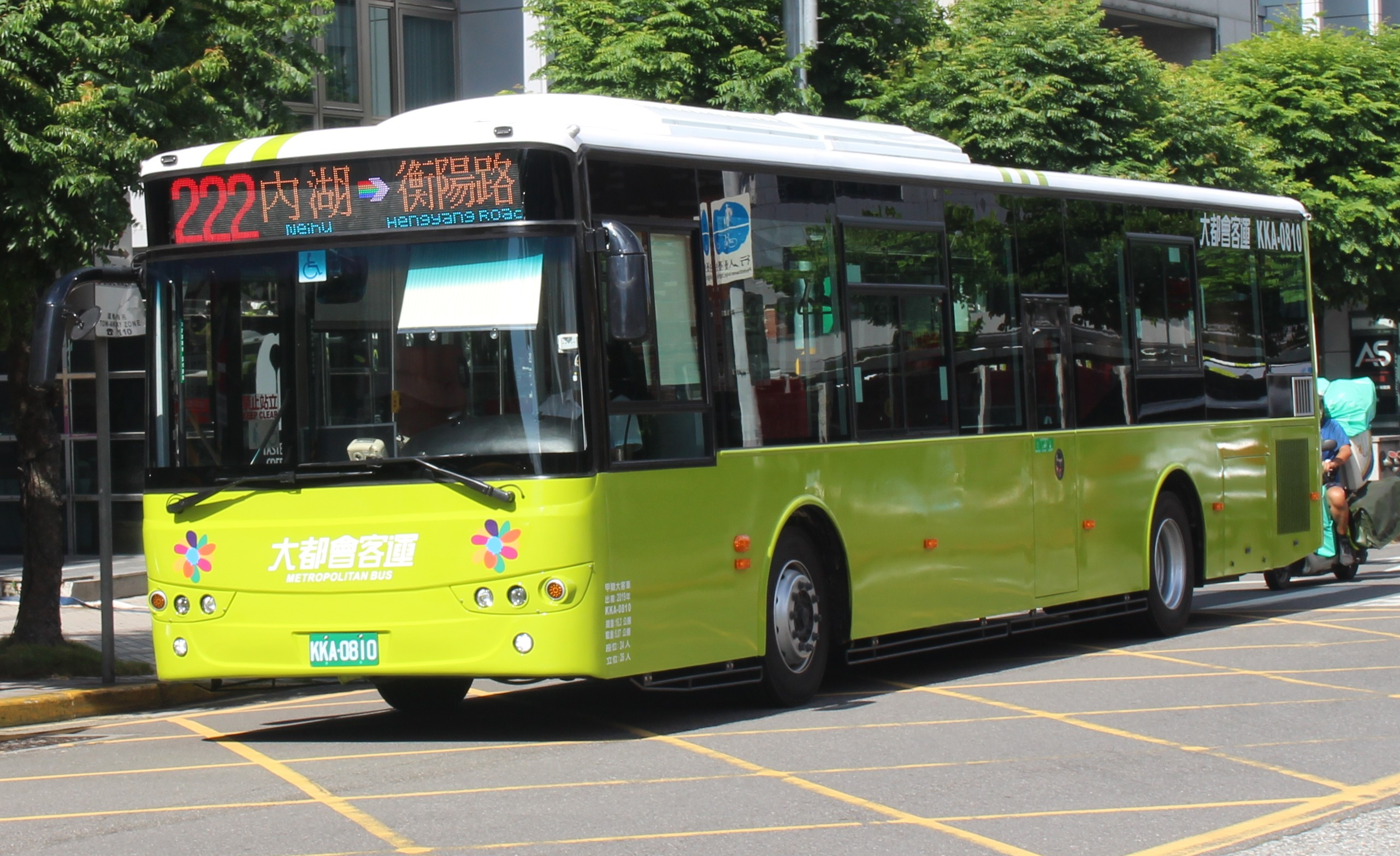
2019改由弘鉅YUTONG ZK6128接手後大都會客運之版本

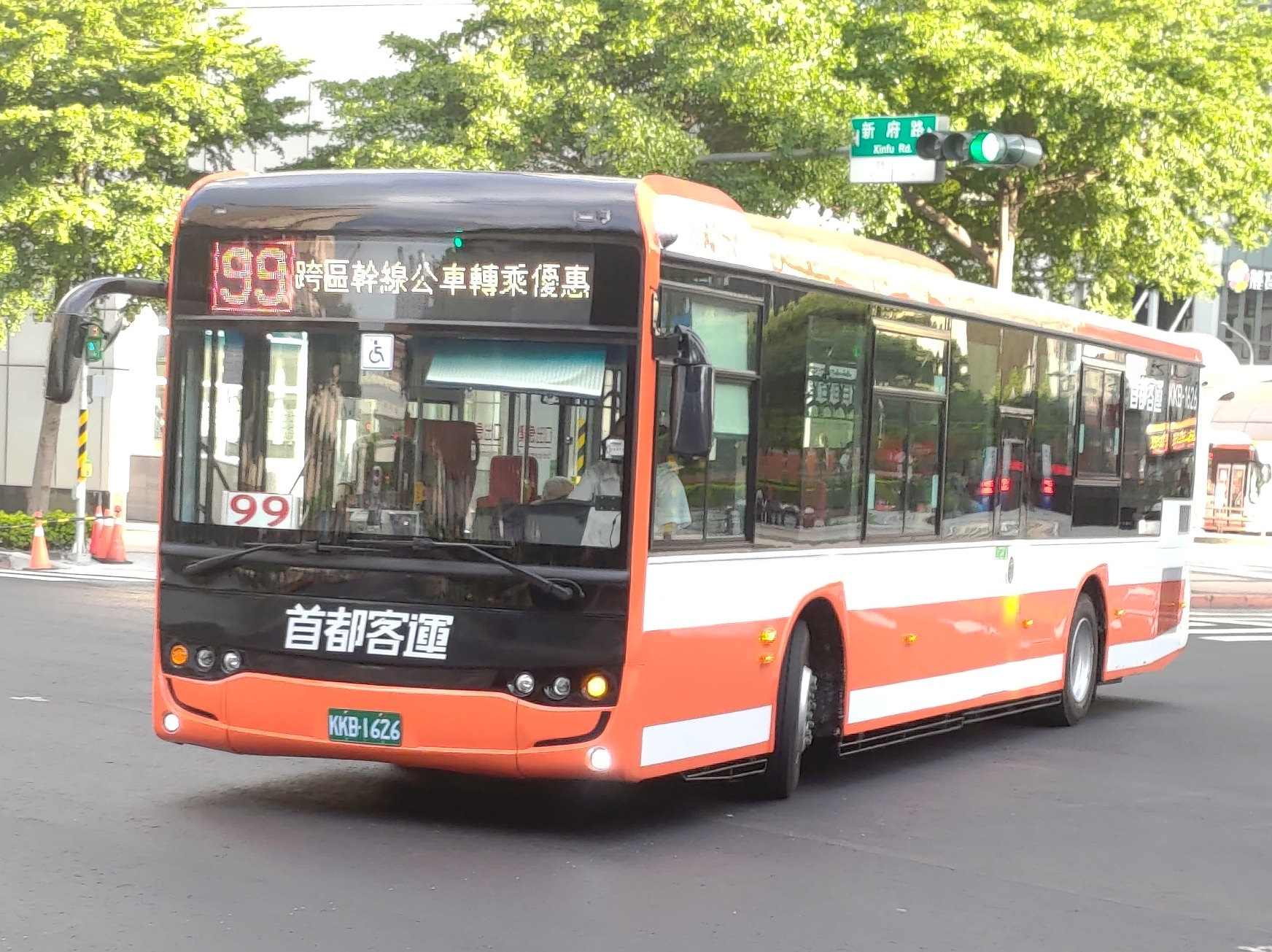
2020弘鉅YUTONG ZK6128接手後首都客運改款之版本

目前使用此車款的業者眾多，目前有大有巴士、桃園客運、中壢客運、大南汽車、欣欣客運、東南客運、和欣客運、皇家客運、義大客運、總達客運、新竹客運、金牌客運、仁友客運、中鹿客運、豐原客運、全航客運、巨業交通、彰化客運、漢程客運、港都客運、高雄客運、花蓮客運、金門縣市區公車等客運業者採用此車款。而2019年由弘鉅汽車製造接手後，改為ZK6128，目前暫定僅有首都客運、臺北客運、大都會客運、三重客運與豐原客運使用。

### 澳門

#### 維澳蓮運
- 維澳蓮運曾在2013年11月測試一輛原提供九巴的ZK6128HG1全低地台巴士，並行駛3路線。

#### 澳巴

##### 宇通ZK6128HGE
簡介：
- 澳巴、新時代在2014年底引進30輛宇通ZK6128HGE低地台大巴，其中5輛是給澳巴使用。新時代在2015年底加訂20輛宇通ZK6128HGE低地台巴士。而2018年8月1日起，新時代與澳巴合併，全數車輛都歸於澳巴所有

車輛詳細：
- 引擎：玉柴YC6L280-42
- 變速箱：Allison T310(R)

行駛路線：
- 全數行駛1、12、MT3路線
- 曾用於行駛3、3AX、3X、10、10B、10X、21A、22、27S、30、30X、55、59、59S、73、73S、101X、MT1、MT2、N1B路線

##### 宇通ZK6128HNGE
簡介：
- 澳巴在2016年初引入25輛壓縮天然氣歐盟四期引擎排放的ZK6128HNGE低地台大巴

行駛路線：
- 主要行駛3、3X、10路線
- 曾用於行駛1、3A、12、27S、56、59S、101X、701X、MT3、N1B、N2路線

#### 新福利

##### 宇通ZK6128HG
- 新福利在2017年初，引入10輛ZK6128HG低地台三門巴士，配置為Cummins ISL8.9E5-280B歐盟五期引擎和Voith DIWA 854.5四前速自排變速箱。為新福利及澳門第二款三門巴士，但為非全低地台版。現時處於停駛狀態，部份車輛已經轉為非營運車隊，且車身顏色改為金色。曾用於行駛5、5AX、25BS、51、51A、MT4路線。

#### 岐關
- 岐關車路有限公司在2016年，引進4輛ZK6128HG低地台巴士，行走已取消營運的蓮花口岸專線。目前，該款車輛已全數退役待出售。

### 深圳
深圳巴士集團于2006年购买该型号车，公告号为ZK6128HGE，配置为上柴SC8DK260Q3发动机和手动5速变速器配软轴换挡机构，气囊悬挂。
该批车的车牌为粤B 90xxx，最初在59路线运营，后来部分车调往19路线。
本车也是深圳巴士集团最早使用软轴变速器的公交车。

### 柳州
柳州恒达巴士公司于2013年购入该型号车，具体型号为ZK6128HGK，为数55台。外观方面，该批车辆车头造型由宇通自主开发，而非其它批次采用的仿MAN Lion's City造型，后挡风玻璃底部为弧形。
动力方面，该车采用玉柴YC6L280-30发动机，配以艾里逊自动变速器。该车为国III排放标准。
该批车辆车队编号为B-1577～1631。除B-1600（桂B 39311）于2014年11月21日傍晚因火警焚毁而退役之外，其余车辆全数行走于柳州BRT。

### 香港
九巴於2014年接收一輛ZK6128HG1，此車並非其它採用的仿MAN Lion's City造型，配置Cummins ISL8.9E5320B歐盟5型引擎，以及採用全低地台底盤設計，於11月27日出牌，編為AYT1，車牌TB3420，歸上水車廠管理，12月16日起投入70K線行走，2015年8月5日調往72A線行走。現已退役。

## 圖片

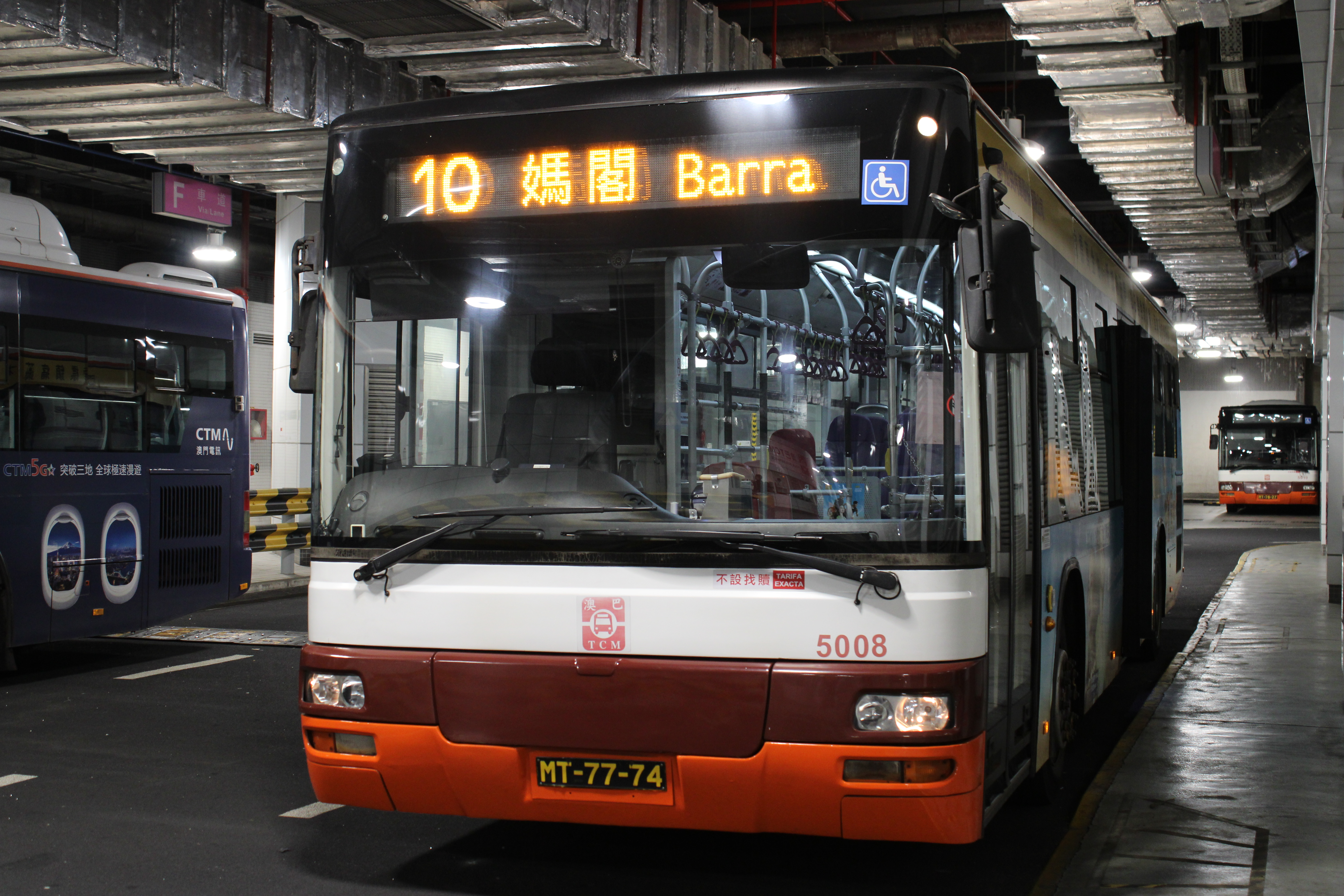
澳巴的ZK6128HGE
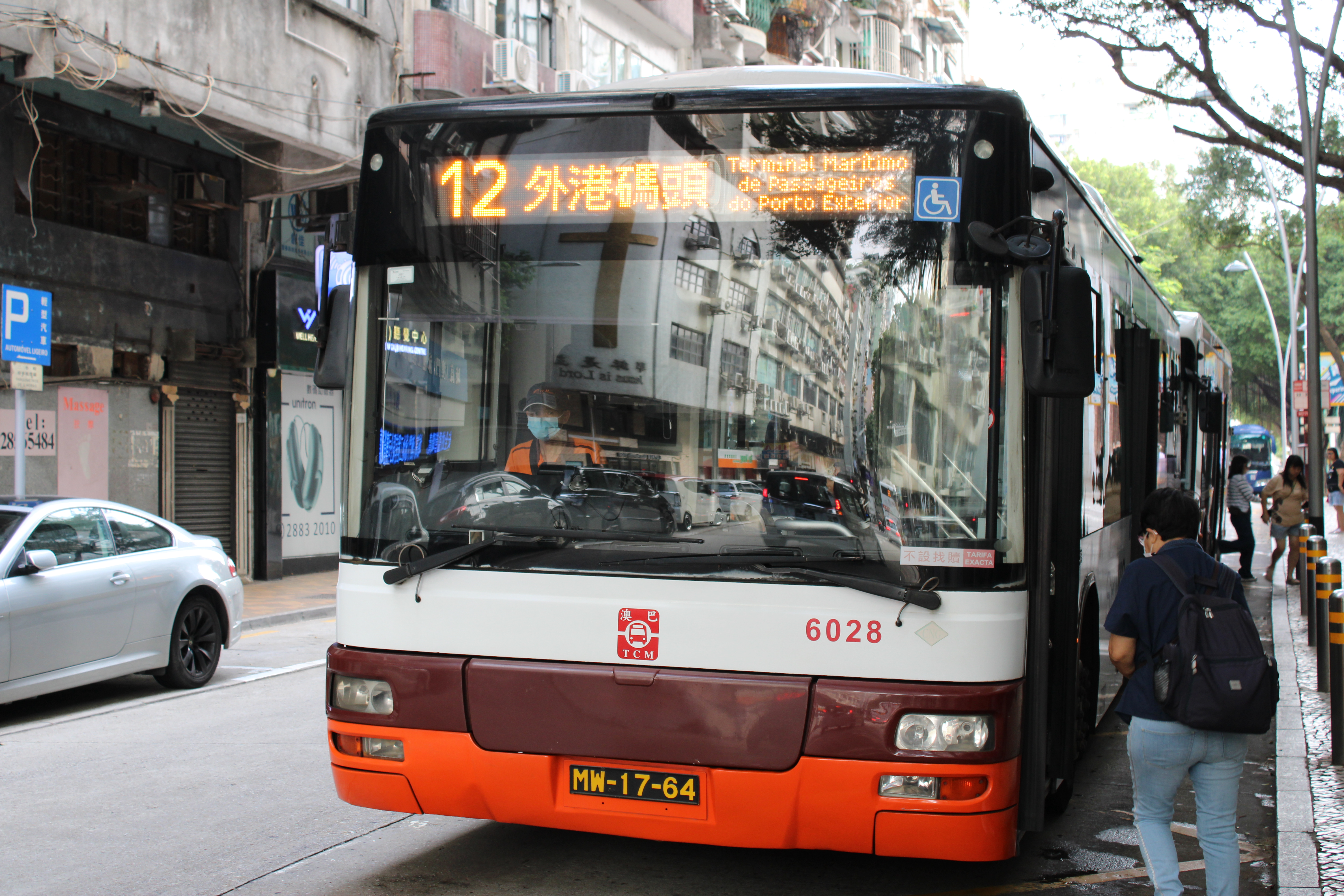
澳巴的ZK6128HNGE
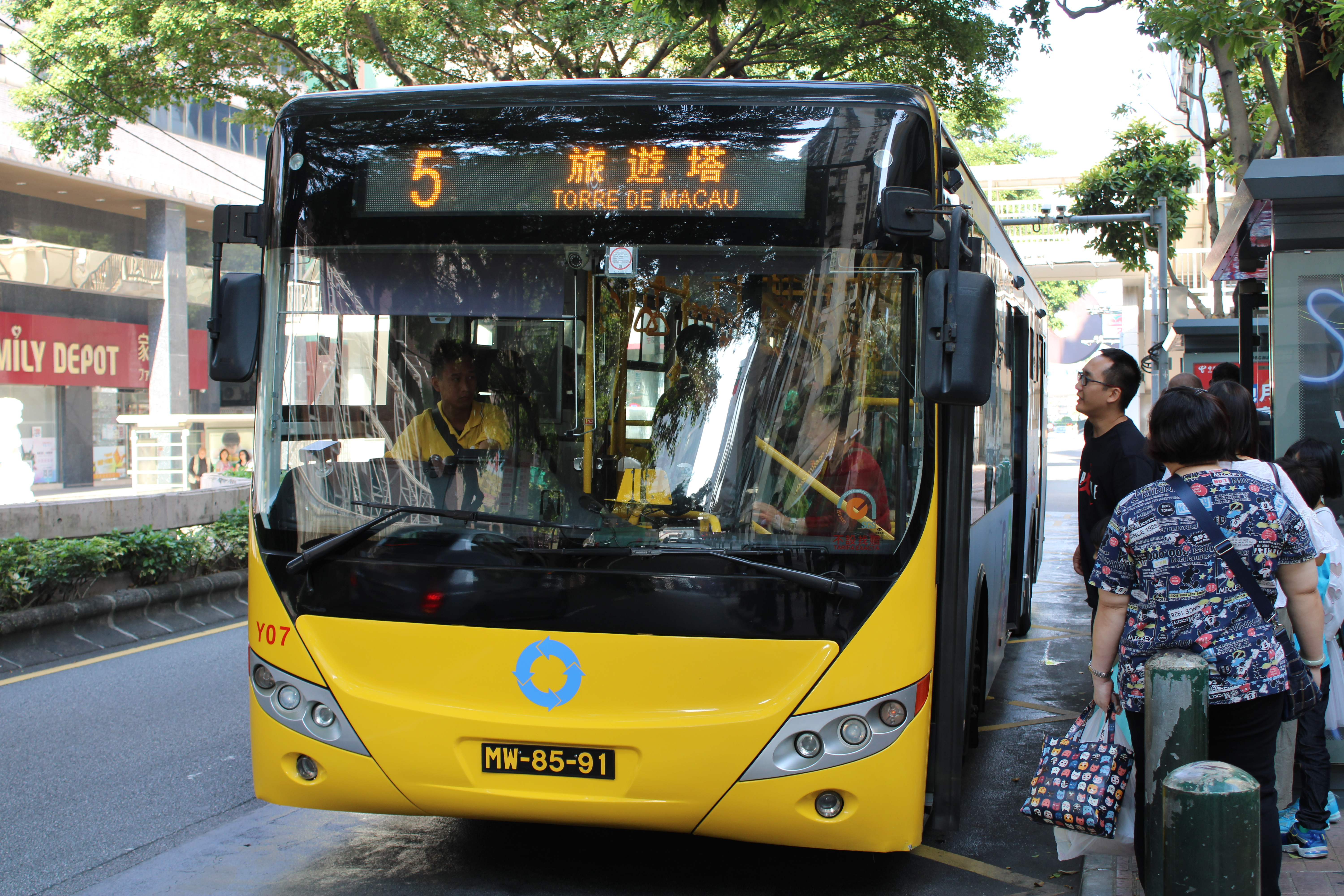
新福利的ZK6128HG三門版本（目前停駛中）
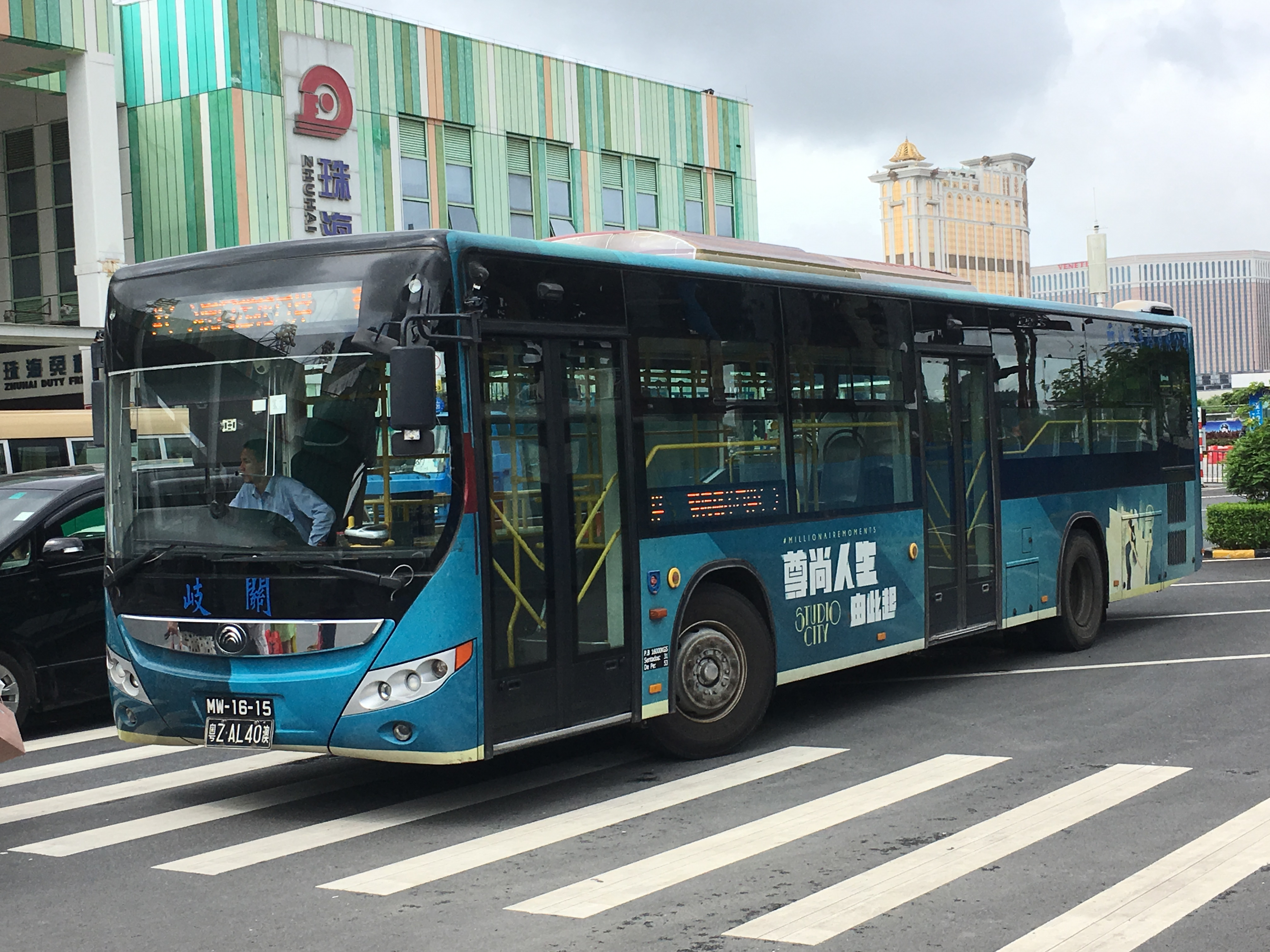
岐關“V臉”雙門版本（已退役）
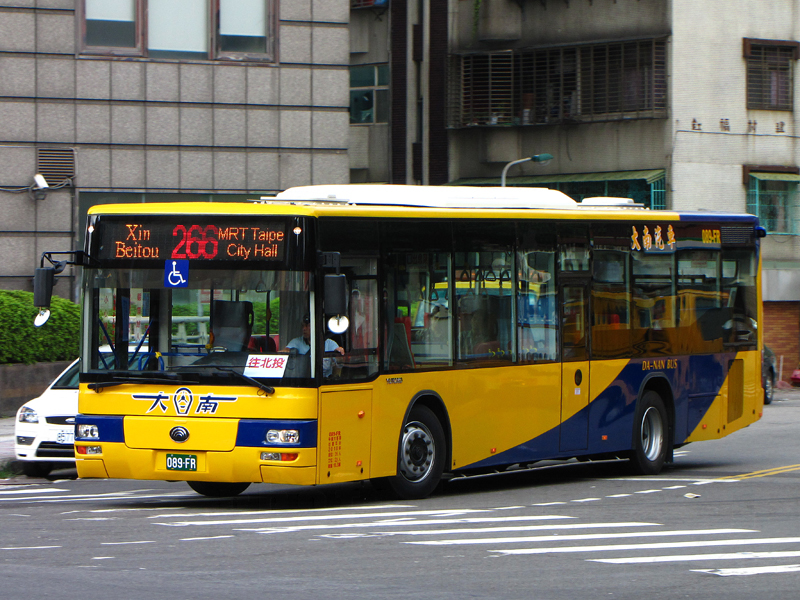
臺北大南汽車版本
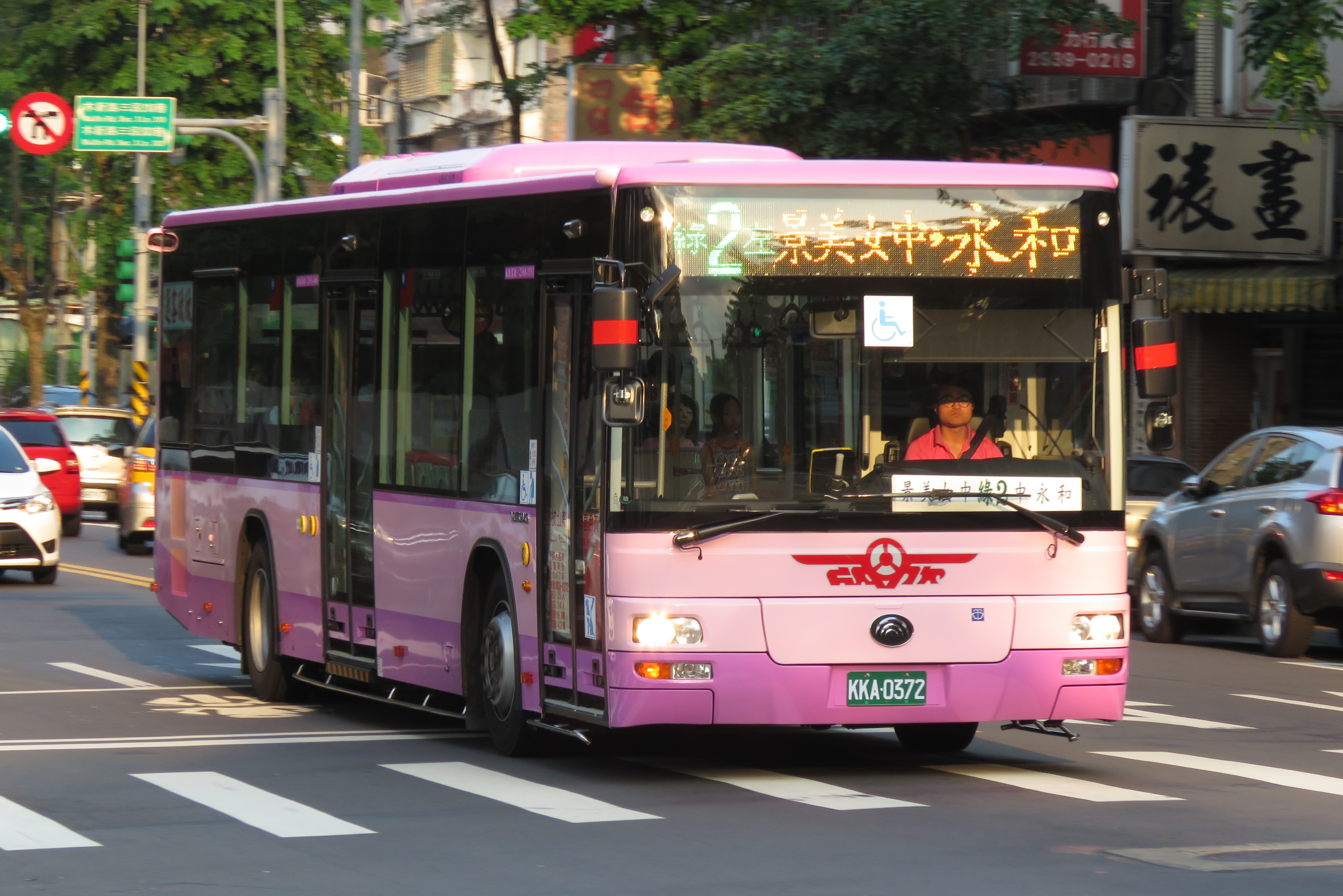
臺北欣欣客運版本
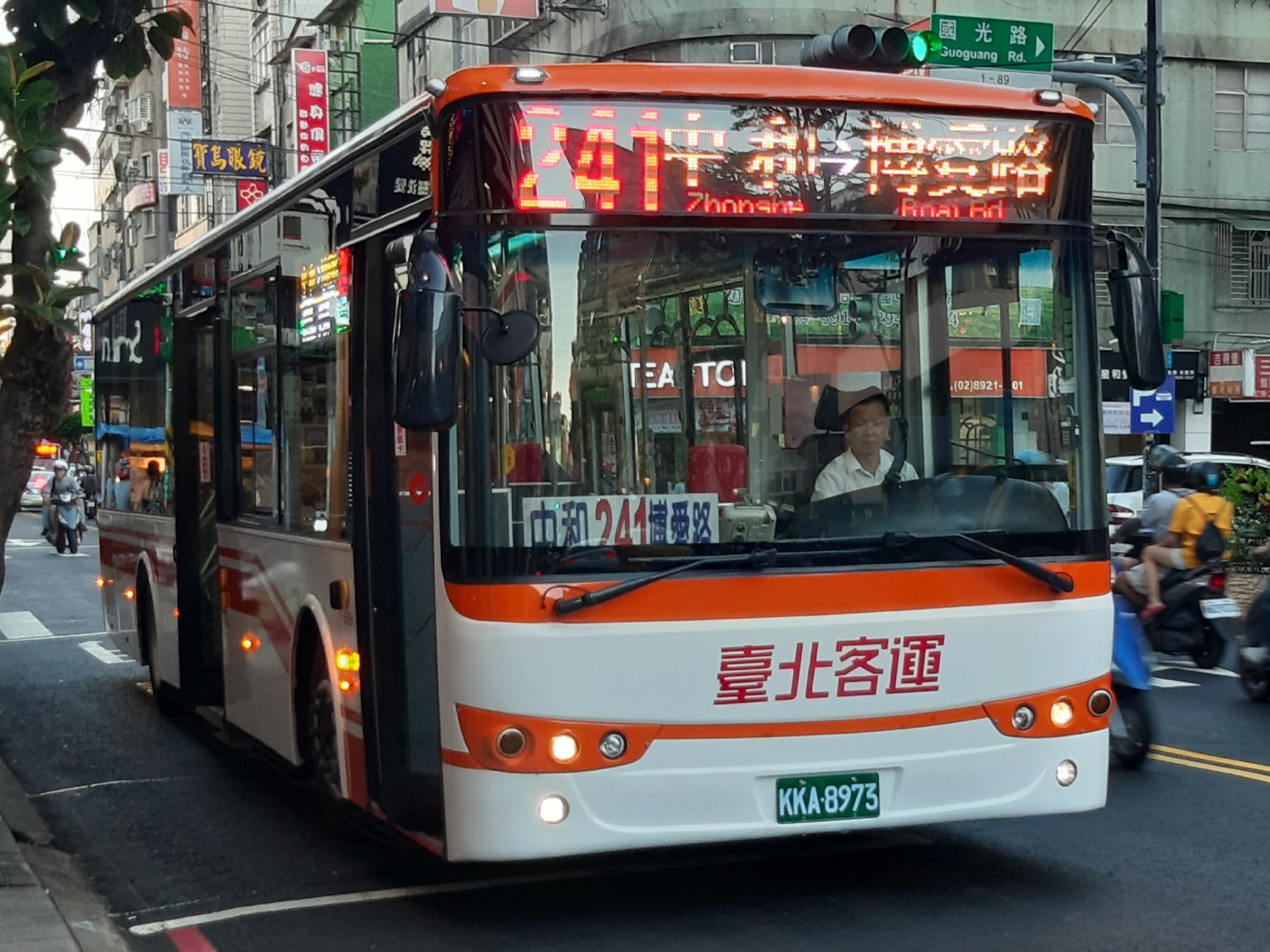
臺北臺北客運版本
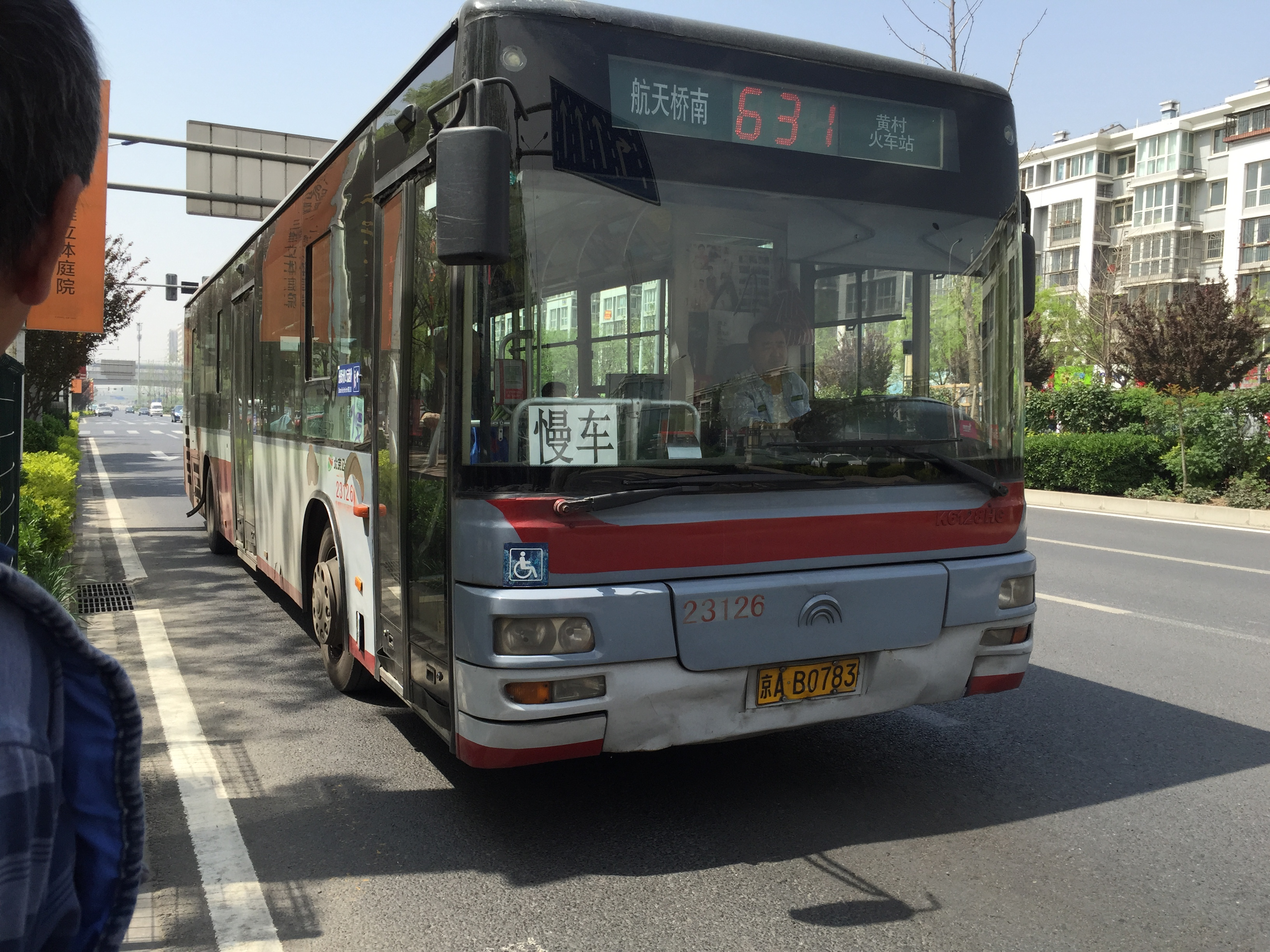
北京公交的ZK6128HGA
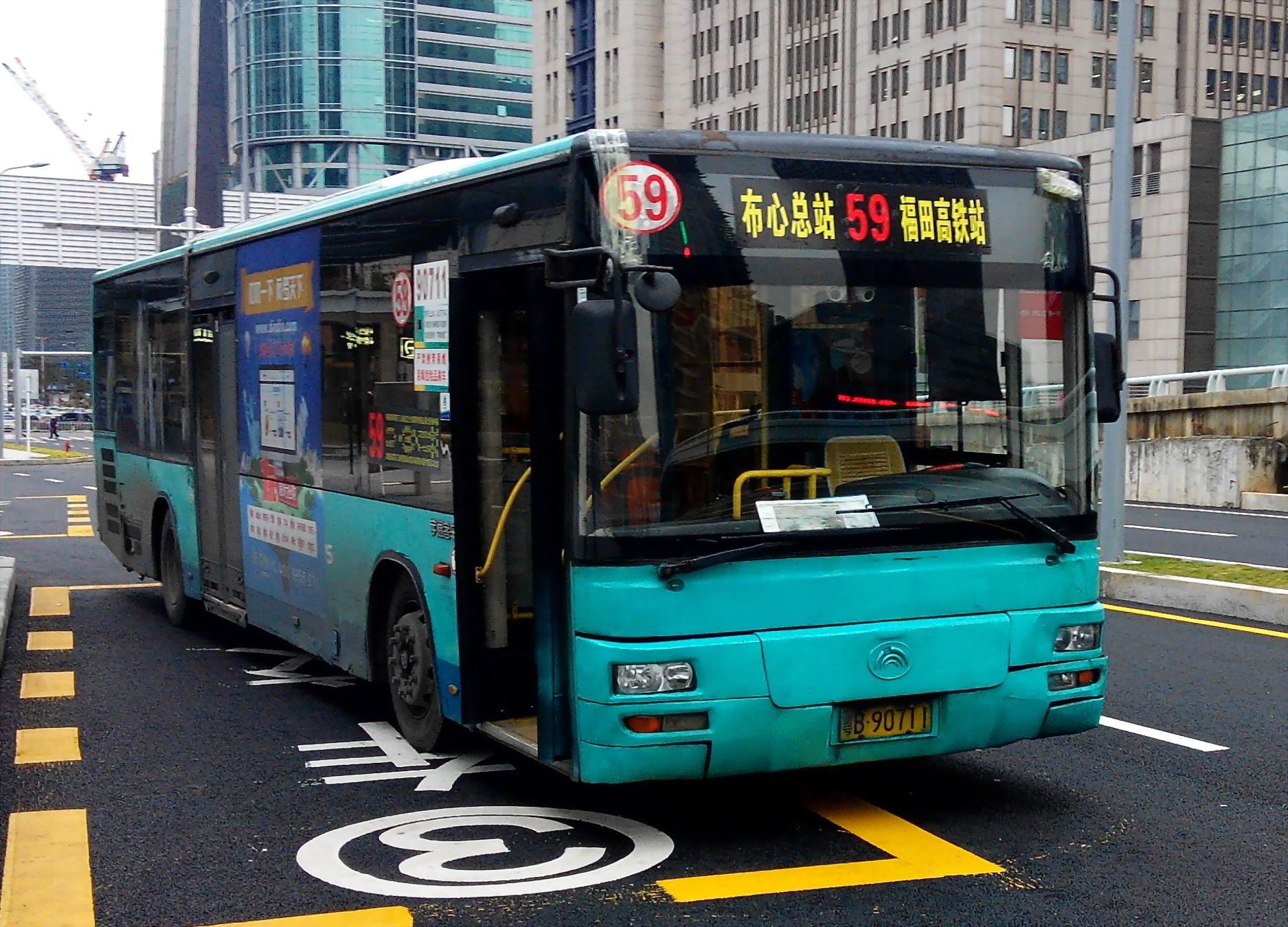
深圳巴士集团的ZK6128HGE
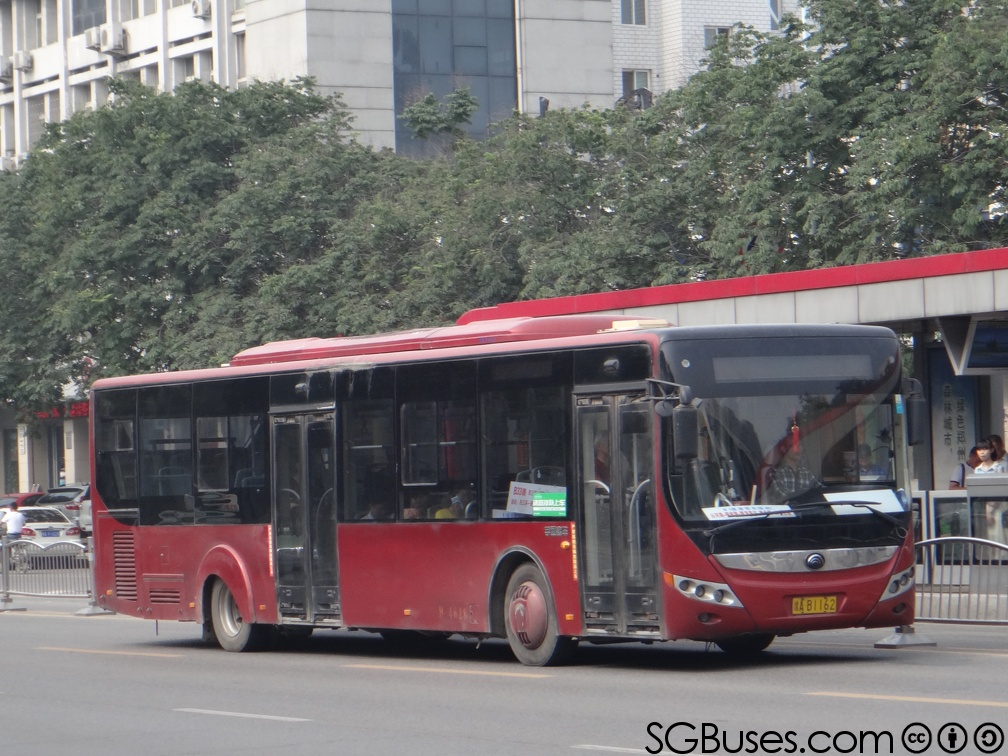
郑州快速公交曾使用的“V脸型”ZK6128HGK
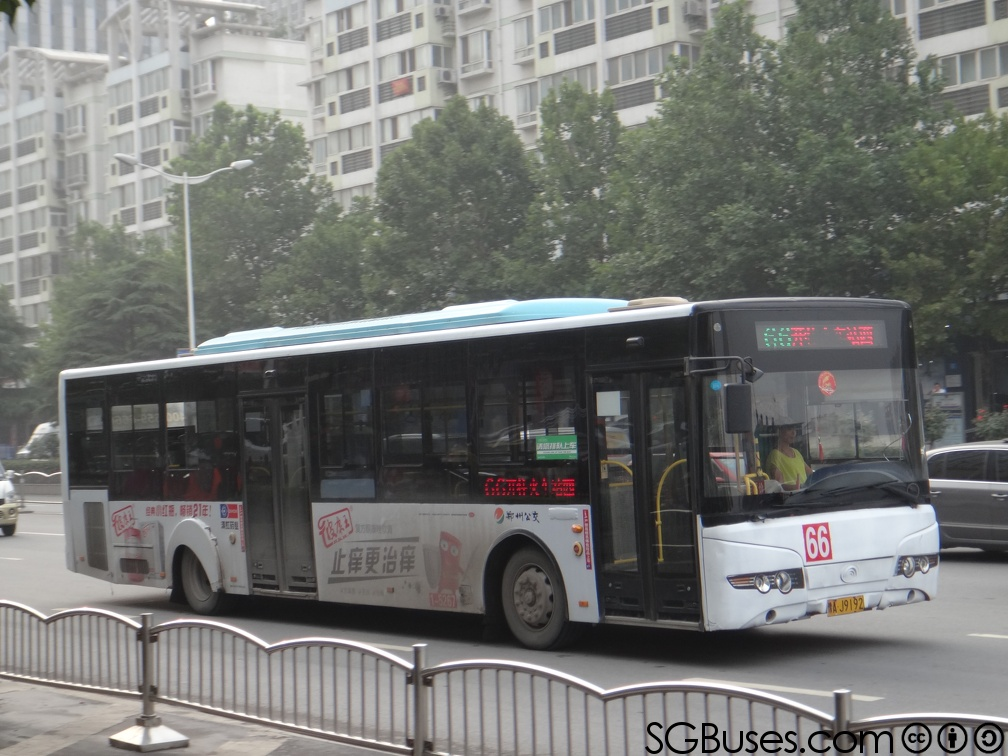
郑州公交曾使用的ZK6128HGE

### 文件
- 2012車型年符合重型柴油及替代清潔燃料引擎汽車第四期排放管制標準（页面存档备份，存于）
- （页面存档备份，存于）

## 外部連結
- 宇通客車（页面存档备份，存于）
- 台灣宇通車業